# Manifesta

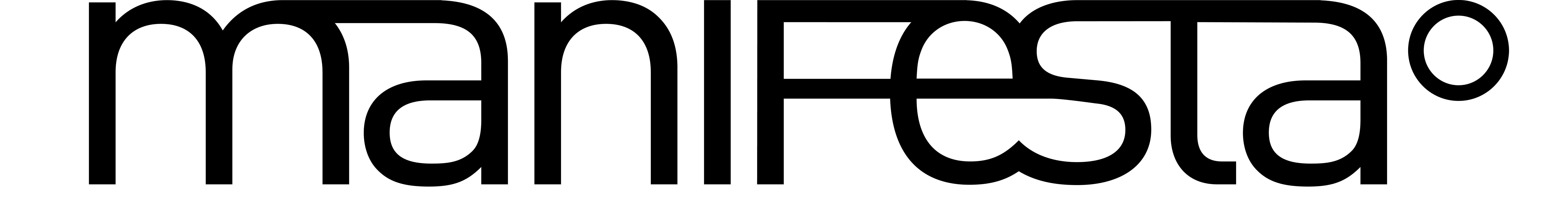
Manifestas logotyp.

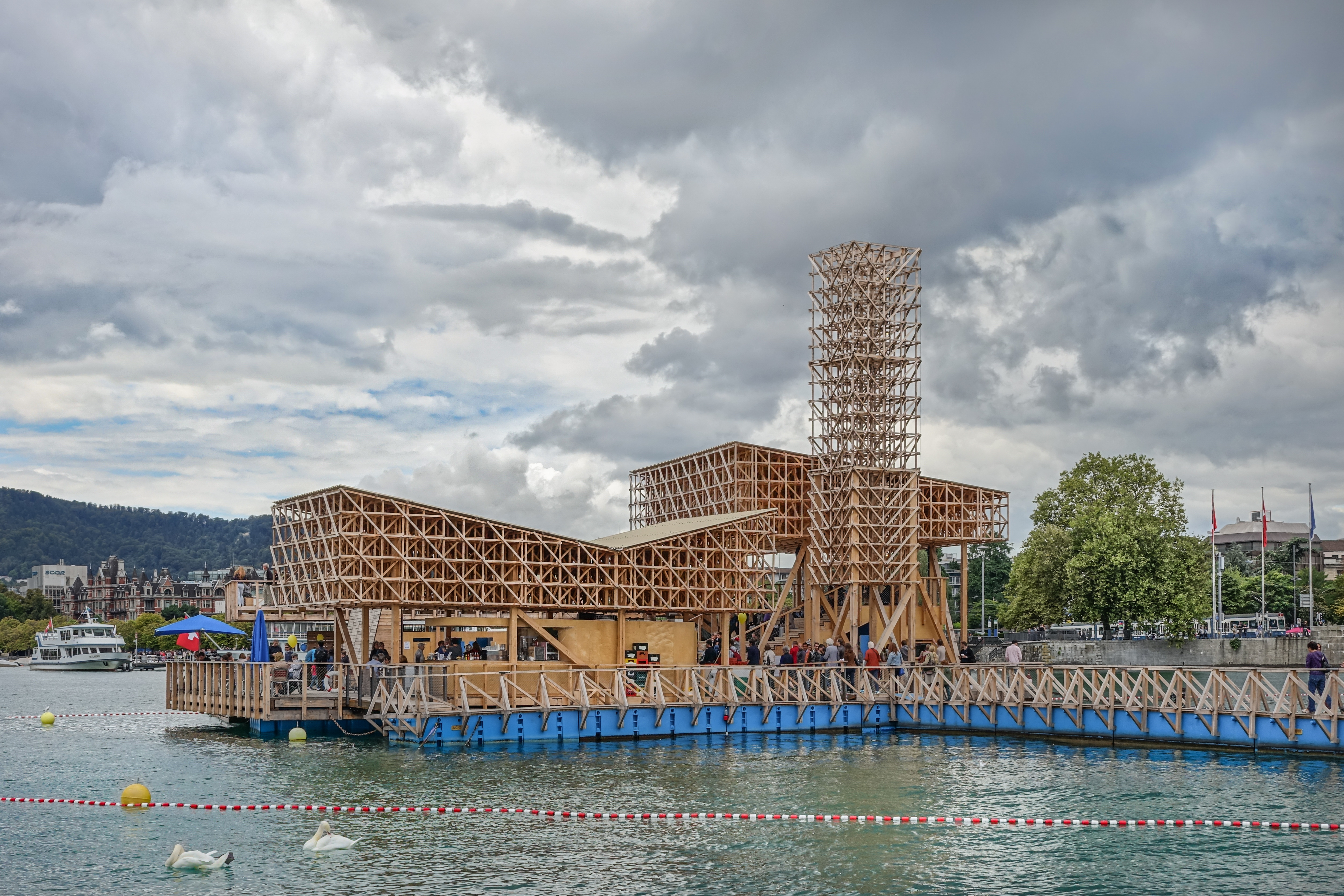
Pavillon of Reflection i Zürichsjön vid Manifesta 11.

Manifesta är en konstbiennal för europeiska konstnärer som anordnas i olika europeiska städer av International Foundation Manifesta med säte i Amsterdam i Nederländerna, tillsammans med organisationer från respektive stad där biennalen hålls.
International Foundation Manifesta leds av Hedwig Fijen som också var en av grundarna av Manifesta i början av 1990-talet och som tillsammans med Jolie van Leeuwen var organisatör för den första Manifesta-biennalen i Rotterdam i Nederländerna 1996.

## Manifesta-biennaler
- Manifesta 1 i Rotterdam 9 juni–19 augusti 1996 med över 70 konstnärer från 25 länder. Biennalen sattes samman av en grupp på fem kuratorer med huvudkuratorn Katalyn Neray, som vid denna tidpunkt var chef för Ludwig Museum i Budapest, och bland andra Hans-Ulrich Obrist.
- Manifesta 2 i Luxemburg 28 juni–11 oktober 1998 med 47 konstnärer. Biennalen sattes samman av Robert Fleck, Maria Lind och Barbara Vanderlinden.
- Manifesta 3 i Ljubljana 23 juni–24 september 2000 med över 60 konstnärer. Biennalen sattes samman av en grupp på fyra kuratorer.
- Manifesta 4 i Frankfurt 25 maj–25 augusti 2002. Biennalen sattes samman av de tre kuratorerna Iara Boubnova, Nuria Enguita Mayo och Stéphanie Moisdon Trembley.
- Manifesta 5 i Donastia/San Sebastián i Spanien 11 juni–30 september 2004. Biennalen sattes samman av Massimiliano Gioni och Marta Kuzma.
- Manifesta 6 planerades till 23 september–17 december 2006 i Nicosia i Cypern, men ställdes in. Biennalens tre kuratorer Anton Vidokle, Mai Abu ElDahab och Florian Waldvogel hade inte tänkt att Manifesta 6 skulle bli en vanlig utställning, utan istället en internationell konstskola för 90 deltagare, inspirerad av Black Mountain College och Bauhaus. Kuratorena avskedades dock av Nicosias borgmästare Michalakis Zamelas med hänvisning till kontraktsbrott, men orsaken torde snarare ha varit politisk och ha samband med Cyperns faktiska delning.[källa behövs]
- Manifesta 7  i Trentino i Italien 19 juli–2 november 2008. Biennalen sattes samman av Adam Budak, Anselm Franke, Hila Peleg och RAQS Media Collective.
- Manifesta 8  i Murcia och Cartagena i Spanien 100 dagar fram till den 9 januari 2010, sammansatt av tre kuratorgrupper.
- Manifesta 9, med temat The Deep of the Modern, i den tidigare Waterscheigruvan i Genk Limburg i Belgien 2 juni–30 september 2012. Kurator var Cuautémoc Medina från Mexiko.
- Manifesta 10 på Eremitaget i Sankt Petersburg 28 juni–31 oktober 2014. Kurator var Kasper König.[1]
- Manifesta 11 hölls i Zürich 11 juni–18 september 2016.[2][3] Kurator var Christian Jankowski.
- Manifesta 12 hölls i Palermo i Italien 2018.
- Manifesta 13 var planerad att hållas i Marseille i Frankrike augusti–november 2020, men ställdes in på grund av Covid-19-pandemin
- Manifesta 14 planerad till Pristina i Kosovo juli–augusti 2022
- Manifesta 15 planerad till Barcelona och tio andra katalanska städer i Spanien 2024
- Manifesta 16 planerad till regionen Rhein-Ruhr-regionen i Tyskland 2026

## Bildgalleri

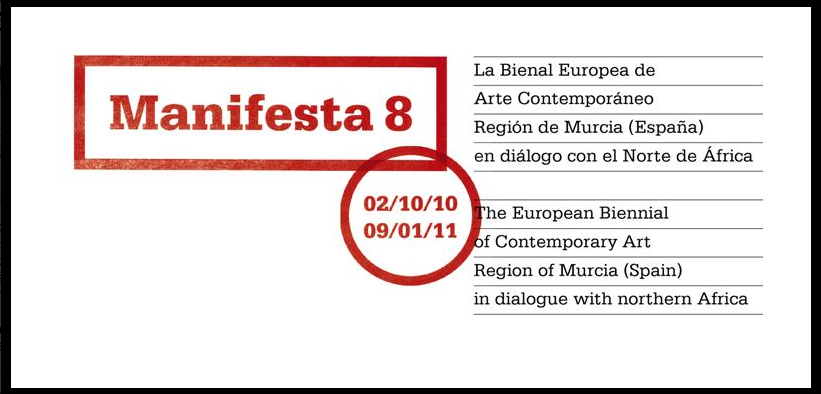
Manifesta 8
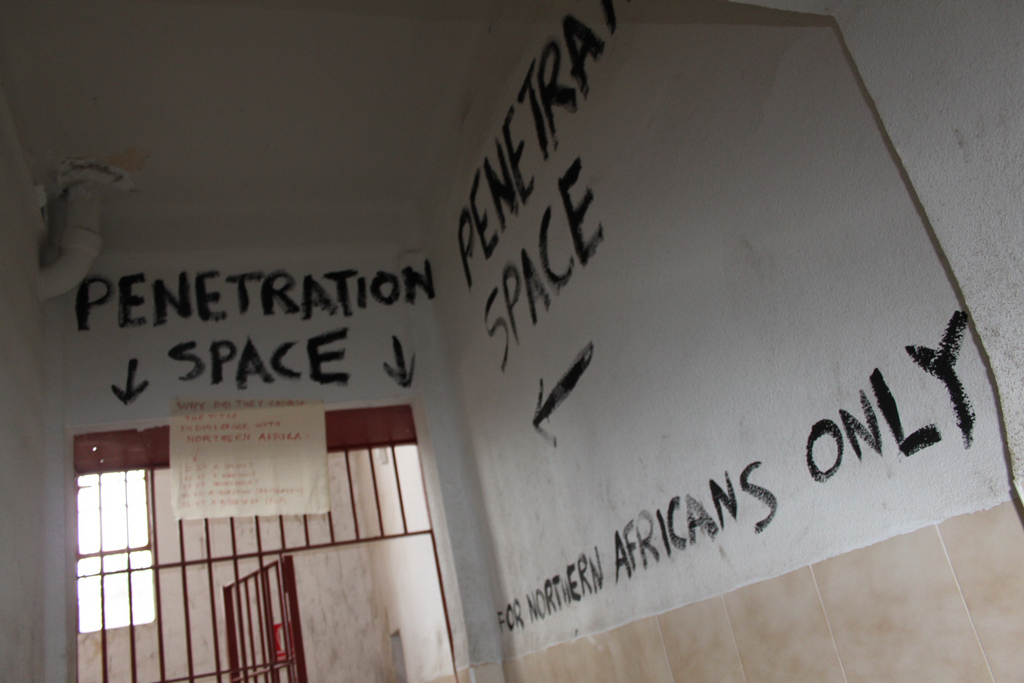
Manifesta 8